# Język bikolski
Język bikolski, bikol – język austronezyjski – bądź grupa spokrewnionych języków – z półwyspu Bikol na filipińskiej wyspie Luzon. Ma kilka mocno zróżnicowanych odmian regionalnych, traktowanych czasami jako odrębne języki, przy czym sami użytkownicy określają je po prostu jako „bikol”. Serwis Ethnologue traktuje bikolski jako tzw. makrojęzyk.